# Colby (Wisconsin)
Colby (Wisconsin) — метеорит-хондрит масою 104000 грам.